# アメリカ合衆国の小説家一覧
アメリカ合衆国の小説家の一覧。
| 目次 | 目次 | 目次 | 目次 | 目次 | 目次 | 目次 | 目次 | 目次 | 目次 | 目次 |
| ---- | ---- | ---- | ---- | ---- | ---- | ---- | ---- | ---- | ---- | ---- |
| ア   | イ   | ウ   | エ   | オ   |      | ハ   | ヒ   | フ   | ヘ   | ホ   |
| カ   | キ   | ク   | ケ   | コ   |      | マ   | ミ   | ム   | メ   | モ   |
| サ   | シ   | ス   | セ   | ソ   |      | ヤ   |      | ユ   |      | ヨ   |
| タ   | チ   | ツ   | テ   | ト   |      | ラ   | リ   | ル   | レ   | ロ   |
| ナ   | ニ   | ヌ   | ネ   | ノ   |      | ワ   |      | ヲ   |      | ン   |

## ア
- ジョン・アーヴィング
- ワシントン・アーヴィング
- キャサリン・アサロ
- アイザック・アシモフ
- ロバート・アスプリン
- ジョン・アップダイク
- ロイド・アリグザンダー
- ホレイショ・アルジャー
- クリストファー・アンヴィル
- ケヴィン・J・アンダースン
- ポール・アンダースン
- シャーウッド・アンダーソン

## ウ
- ジョン・ヴァーリイ
- ジャック・ヴァンス
- S・S・ヴァン・ダイン
- ゴア・ヴィダル
- テネシー・ウィリアムズ
- ジャック・ウィリアムスン
- コニー・ウィリス
- ヴァーナー・ヴィンジ
- ジョーン・D・ヴィンジ
- デイヴィッド・ウェーバー
- アリス・ウォーカー
- A・E・ヴァン・ヴォークト
- カート・ヴォネガット
- ジャック・ウォマック
- ハワード・ウォルドロップ
- ジーン・ウルフ
- トム・ウルフ

## エ
- デイヴィッド・エディングス
- ジョージ・アレック・エフィンジャー
- ブレット・イーストン・エリス
- ハーラン・エリスン
- スタンリイ・エリン
- ジェイムズ・エルロイ
- ジャネット・エンジェル

## オ
- ポール・オースター
- フラナリー・オコナー
- ティム・オブライエン
- ネルソン・オルグレン
- ルイーザ・メイ・オルコット

## カ
- ジョン・ディクスン・カー
- レイモンド・カーヴァー
- リン・カーター
- オースン・スコット・カード
- ヒューゴー・ガーンズバック
- クライブ・カッスラー
- E・L・カニグズバーグ
- トルーマン・カポーティ
- マッキンレー・カンター
- マイクル・カンデル

## キ
- ジョージ・ギッシング
- エリザベス・ギャスケル
- ルイス・キャロル
- アーサー・キラークーチ
- ウィリアム・ギブスン
- ウィラ・キャザー
- ウィリアム・ギャディス
- ポール・ギャリコ
- グラント・キャリン
- ジョナサン・キャロル
- ジョン・W・キャンベル
- ロバート・キヨサキ
- スティーヴン・キング
- ダニエル・キイス

## ク
- エラリー・クイーン
- シーベリイ・クイン
- ジェイムズ・フェニモア・クーパー
- テリー・グッドカインド
- メアリ・H・クラーク
- マイケル・クライトン
- クリス・クラッチャー
- スー・グラフトン
- トム・クランシー
- ジョン・グリシャム
- マーク・クリフトン
- スティーヴン・クレイン
- ハル・クレメント
- ジェイン・アン・クレンツ
- ディーン・R・クーンツ

## ケ
- テリー・ケイ
- ニール・ゲイマン
- ジェームズ・M・ケイン
- ジャック・ケッチャム
- ジョン・ペンドルトン・ケネディ
- ジョナサン・ケラーマン
- フェイ・ケラーマン
- ジャック・ケルアック

## コ
- ハロルド・コイル
- アースキン・コールドウェル
- パトリシア・コーンウェル
- シオドア・R・コグスウェル
- ジャージ・コジンスキー
- ロバート・コーミア

## サ
- ティモシイ・ザーン
- テリー・サザーン
- J・D・サリンジャー

## シ
- エリック・シーガル
- ジョン・ジェイクス
- ヘンリー・ジェイムズ
- ロバート・シェクリイ
- リチャード・ジェサップ
- ルーシャス・シェパード
- チャールズ・シェフィールド
- シドニィ・シェルダン
- クリフォード・D・シマック
- ダン・シモンズ
- トレイシー・シュヴァリエ
- ジェイムズ・ヘンリー・シュミッツ
- ジョン・バーナム・シュワルツ
- トム・ジョーンズ
- ロバート・ジョーダン
- ケイト・ショパン
- ジョン・ウィリー
- エリカ・ジョング
- ロバート・シルヴァーバーグ
- アイザック・バシェヴィス・シンガー
- アプトン・シンクレア
- K・W・ジーター

## ス
- サンドラ・スコペトーネ
- シオドア・スタージョン
- ブルース・スターリング
- ジョン・スタインベック
- ニール・スティーヴンスン
- スティーブン・レベンクロン
- ハリエット・ビーチャー・ストウ
- ニコラス・スパークス
- ウェン・スペンサー
- E・E・スミス
- クラーク・アシュトン・スミス
- コードウェイナー・スミス
- ヘンリー・スレッサー

## セ
- フレッド・セイバーヘーゲン
- カール・セーガン
- セシリー・V・Z
- ロジャー・ゼラズニイ

## ソ
- ギルバート・ソレンティーノ

## タ
- ハリイ・タートルダヴ
- ヘンリー・ダーガー
- オーガスト・ダーレス
- ジョン・ダニング
- エイミ・タン

## チ
- ロバート・W・チェンバース
- レイモンド・チャンドラー

## テ
- ジェフリー・ディーヴァー
- アヴラム・デイヴィッドスン
- L・スプレイグ・ディ＝キャンプ
- フィリップ・K・ディック
- トマス・M・ディッシュ
- ジェイムズ・ティプトリー・Jr.
- サミュエル・R・ディレイニー
- ドン・デリーロ
- レスター・デル・レイ

## ト
- マーク・トウェイン
- スコット・トゥロー
- セオドア・ドライサー

## ナ
- リンダ・ナガタ

## ニ
- ラリー・ニーヴン

## ノ
- アンドレ・ノートン

## ハ
- ロバート・B・パーカー
- ジョン・バース
- ドナルド・バーセルミ
- フランク・ハーバート
- H・ビーム・パイパー
- ロバート・A・ハインライン
- パール・S・バック
- L・ロン・ハバード
- エドモンド・ハミルトン
- ダシール・ハメット
- チャック・パラニューク
- トマス・ハリス
- ハリイ・ハリスン
- サラ・パレツキー
- ウィリアム・S・バロウズ
- エドガー・ライス・バローズ
- リチャード・パワーズ
- ロバート・E・ハワード
- ティム・パワーズ
- エドガー・パングボーン
- アレクセイ・パンシン
- ダニエル・ハンドラー

## ヒ
- アンブローズ・ビアス
- L・M・ビジョルド
- トレイシー・ヒックマン
- テリー・ビッスン
- ラングストン・ヒューズ
- トマス・ピンチョン
- S・E・ヒントン

## フ
- フィリップ・ホセ・ファーマー
- デイヴィッド・ファインタック
- F・スコット・フィッツジェラルド
- ジャック・フィニイ
- ロッドマン・フィルブリック
- ウィリアム・フォークナー
- ロバート・L・フォワード
- チャールズ・ブコウスキー
- マリオ・プーゾ
- ジャック・フットレル
- サンドラ・ブラウン
- チャールズ・ブロックデン・ブラウン
- フレドリック・ブラウン
- リイ・ブラケット
- レイ・ブラッドベリ
- マリオン・ジマー・ブラッドリー
- ジェイムズ・ブリッシュ
- デイヴィッド・ブリン
- E・アニー・プルー
- テリー・ブルックス
- ジェイムズ・P・ブレイロック
- リチャード・ブローティガン
- ローレンス・ブロック
- ロバート・ブロック
- デイル・ブラウン

## ヘ
- グレッグ・ベア
- アレックス・ヘイリー
- アルフレッド・ベスター
- ロバート・ニュートン・ペック
- アーネスト・ヘミングウェイ
- ソール・ベロー
- レイモンド・ベンソン
- ピーター・ベンチリー
- グレゴリー・ベンフォード
- オー・ヘンリー

## ホ
- エドガー・アラン・ポー
- ナサニエル・ホーソーン
- フレデリック・ポール
- ジョー・ホールドマン
- エミリー・ポスト
- エドワード・D・ホック
- ジリアン・ホフマン
- ジェイムズ・ポールディング

## マ
- サム・マーウィン・ジュニア
- デビッド・マークソン
- G・R・R・マーティン
- ジェイ・マキナニー
- アン・マキャフリイ
- ノーマン・マクリーン
- フランク・マコート
- リチャード・マシスン
- ダイアナ・マーセラス
- ウィル・マッカーシイ
- ヴォンダ・マッキンタイア
- オグ・マンディーノ

## ミ
- ジェームズ・ミッチェナー
- マーガレット・ミッチェル
- ウォルター・M・ミラー・ジュニア
- ヘンリー・ミラー
- スティーヴン・ミルハウザー

## メ
- ノーマン・メイラー
- ハーマン・メルヴィル

## モ
- ドナルド・モフィット
- トニ・モリソン

## ヤ
- ロバート・F・ヤング

## ユ
- ジェフリー・ユージェニデス
- レオン・ユリス

## ラ
- アン・ライス
- リチャード・ライト
- フリッツ・ライバー
- マレイ・ラインスター
- ハワード・フィリップス・ラヴクラフト
- ルーディ・ラッカー
- ロバート・ラドラム
- デイモン・ラニアン
- R・A・ラファティ
- リング・ラードナー

## リ
- チャンネ・リー
- ハーパー・リー
- トム・リーミイ
- リービ英雄
- ポール・リンゼイ

## ル
- シンクレア・ルイス
- アーシュラ・K・ル＝グウィン

## レ
- マイク・レズニック

## ロ
- キース・ローマー
- バーナビー・ロス
- フィリップ・ロス
- モリス・ローゼンフェルド
- キム・スタンリー・ロビンソン
- ヒュー・ロフティング
- フランク・ベルナップ・ロング
- ジャック・ロンドン

## ワ
- マーガレット・ワイス
- ソーントン・ワイルダー
- ローラ・インガルス・ワイルダー
- グレアム・ワトキンス